# Dapania
Dapania là một chi chứa 3 loài dây leo thuộc họ Oxalidaceae. Các loài này có ở Madagascar và tây Malesia.

## Mô tả
Dây leo nhẵn nhụi. Lá không có lá kèm, một lá; cụm hoa là cành hoa, mọc trên cành hay ở nách lá, đơn độc đến cụm lại thành chùm. Hoa đơn tính khác gốc đực (với các loài ở Malaysia). Lá đài hợp sinh ở nửa dưới, mép có lông rung, nhẵn nhụi bên trong. Cánh hoa không đẳng lập hay đẳng lập, hiếm khi kiểu nanh sấu, rời và nhẵn bên trong, có vuốt nhỏ, màu đỏ tới trắng. Bầu nhụy nhẵn nhụi, suy giảm và vô sinh ở cây đực. Quả nang mọng thịt, màu lục ánh vàng và chuyển thành đỏ khi chín, chẻ ngăn tới đáy, 1-6 hạt, kiểu mở bằng mảnh vỏ; lá noãn ở hoa lưỡng tính 1-2 mỗi ngăn, ở cây đực 0-1. Hạt đến 2 mỗi ngăn.

## Các loài
Plants of the World Online liệt kê 78 loài:
- Dapania grandifolia Veldkamp, 1968: Đông Borneo.
- Dapania pentandra Capuron, 1965: Madagascar.
- Dapania racemosa Korth., 1854: Borneo, Malaysia bán đảo, Sumatra.